# Days Go By
"Days Go By" là một bài hát của nhóm nhạc người Anh Dirty Vegas. Bài hát đã đoạt được một giải Grammy cho hạng mục Thu âm nhạc nhảy xuất sắc nhất năm 2003.